# Ikhlef Ahmed Hadj Allah
Ikhlef Ahmed Hadj Allah  est un boxeur algérien né le 5 avril 1961.

## Carrière
Ikhlef Ahmed Hadj Allah  est médaillé d'argent aux championnats d'Afrique de Kampala en 1983 dans la catégorie des poids welters.
Aux Jeux olympiques d'été de 1984 à Los Angeles, il est éliminé au troisième tour  dans la catégorie des poids super-légers par le Camerounais Jean-Pierre Mbereke-Baban.